# Konståret 1991

## Händelser

### Juli
- 4 juli – Filmen Max Ernst: Mein Vagabundieren - Meine Unruhe (Mitt kringflackande - Min rastlöshet) av Peter Schamoni har premiär i Tyskland.

### November
- 5 november – Prins Eugen-medaljen tilldelas Hertha Hillfon, keramiker, Lenke Rothman, skulptör och författare, Ulrik Samuelson, målare, Erik Asmussen, dansk arkitekt, Bertel Gardberg, finländsk konsthantverkare, och Jan Groth, norsk konstnär.

### Okänt datum
- Anish Kapoor tilldelades Turnerpriset.
- Daniel Graves etablerar konstskolan The Florence Academy of Art.
- Forsbergs skola för grafisk design startar i Stockholm.

## Verk
- Félix Arauz – Las niñas en la alborada

## Utställningar
- 9 april öppnar en permanent utställning av Friedensreich Hundertwassers verk i Kunsthaus Wien, en byggnad konstnären själv har varit med om att planera och restaurera. Den har även utrymme för vandringsutställningar.

## Födda
- 7 maj – Christina Di Bona, australisk målare.
- 16 november – Rudolf Pap, ungersk animatör.
- okänt datum – Benjamin Trickett Mercer, kanadensisk skulptör.

## Avlidna
- 11 januari - Alvar Jansson, 68, svensk konstnär.
- 12 mars - William Heinesen, 91, färöisk författare, kompositör och konstnär.
- 16 juli - Robert Motherwell, amerikansk konstnär.
- 8 augusti - Bo Fjæstad, 85, svensk bildhuggare, möbelsnickare, möbelarkitekt.
- 30 augusti - Jean Tinguely (född 1925), schweizisk skulptör.
- 24 september - Dr. Seuss, 87, amerikansk författare och tecknare.
- 7 november - Tom of Finland (Touko Laaksonen), 71, finsk konstnär.
- 9 december - Gisèle Lestrange, 64, fransk grafiker.
- Georges von Swetlik (född 1912), rysk-finsk konstnär.
- Oscar Cleve (född 1906), svensk tecknare.